# Sattelbach (Mosbach)
Sattelbach is een plaats in de Duitse gemeente Mosbach, deelstaat Baden-Württemberg.